# Robert van Croÿ

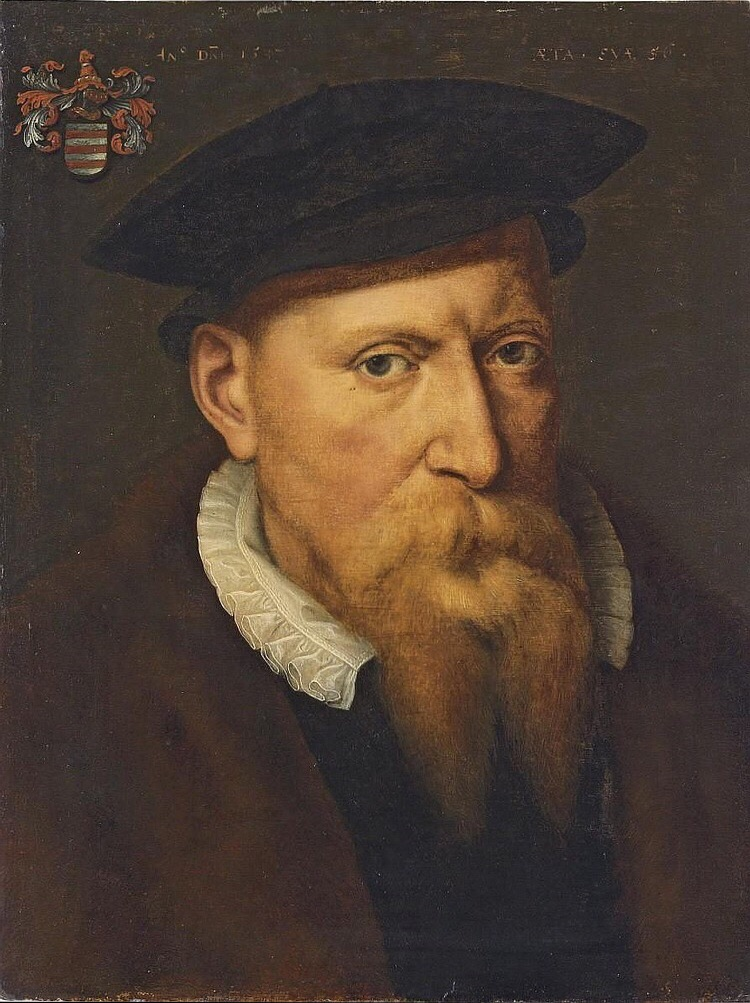
Portret van Robert van Croÿ door Willem Key

Robert van Croÿ (ca. 1506 - Cambrai, 31 augustus 1556) was bisschop van Kamerijk van 1529 tot 1556.
Hij was een jongere zoon van Hendrik van Croÿ en Charlotte de Châteaubriand, en dus een kleinzoon van Filips I en de jongere broer van Filips II en Willem.
In 1519 werd Robert op jonge leeftijd tot bisschop van Kamerijk aangeduid, om zijn broer Willem op te volgen, die was benoemd tot aartsbisschop van Toledo en kardinaal. Zo kon het bisdom in de familie Croÿ blijven, en dus binnen de invloed van het huis Habsburg. Dit was van belang voor de machtspolitiek van keizer Karel V, aangezien het bisdom Kamerijk op dat ogenblik een aanzienlijk deel van de Zuidelijke Nederlanden omvatte, met het hele graafschap Henegouwen en delen van het graafschap Vlaanderen en het hertogdom Brabant, met name de oude pagus Bracbatensis en het markgraafschap Antwerpen. Voor zijn bisschopswijding was het wachten tot 1529.
Robert van Croÿ was aanvankelijk niet voor de geestelijke stand bedoeld en zou de eerstvolgende jaren wijden aan studies van de klassieken en de theologie, met onder anderen Juan Luis Vives als leraar. Na zijn installatie als bisschop in 1529 was hij meteen de gastheer voor de ondertekening van de Damesvrede van Kamerijk. Hij nam deel aan de eerste sessies van het Concilie van Trente. Hij organiseerde in 1550 een synode in zijn bisdom waar ook de mysticus Blosius aanwezig was, en waar hij het interim van Augsburg in zijn bisdom afkondigde.
Bisschop Robert van Croÿ werd begraven in de oude kathedraal van Kamerijk.